# Kristen Denkers
 (janvier 2019).
Si vous disposez d'ouvrages ou d'articles de référence ou si vous connaissez des sites web de qualité traitant du thème abordé ici, merci de compléter l'article en donnant les références utiles à sa vérifiabilité et en les liant à la section « Notes et références ».
 (février 2019).
Kristen Denkers, née le 13 décembre 1977 aux Pays-Bas,,, est une actrice néerlandaise.

## Filmographie

### Cinéma
- 2001 : Morgen ga ik zelf : Maddy
- 2004 : 06/05 (nl) : L'assistente Wester
- 2005 : Leef! (nl) : Trudy
- 2005 : Het Ravijn (nl) : Liesbeth
- 2007 : Zadelpijn (nl) : L'ex petite amie de Yvonne
- 2012 : Urfeld (nl) : Mme Vierhout
- 2015 : Dames 4 (nl) : La vendeuse

### Téléfilms
- 2000 : Baantjer :	Diane Beijers
- 2001 : Dok 12 : Meisje
- 2003 : SamSam (nl) : Clea
- 2005 : Medea : La directrice de funérailles
- 2006 : Grijpstra & De Gier (nl) : Belinda Prinsen
- 2007 : Keyzer & De Boer Advocaten : Ellah Knobbe
- 2007 : Spoorloos verdwenen (nl) : Jenny van Dam
- 2010 : Bernhard, schavuit van Oranje (nl) : Mabel Wisse Smit
- 2010 : Verborgen Gebreken (nl) : Liesbeth
- 2012 : Lijn 32 (nl) : La fille du flotteur
- 2015 : Flikken Maastricht : Stanja Latour
- 2015 : Danni Lowinski (nl) : Judith Pasveer
- 2015-2016 : De Fractie (nl) : Jiska Willink
- 2016 : Land van Lubbers (nl) : Ria
- 2017 : Klem (nl) : Vera Numan
- 2017 : De mannentester (nl) : Chantal
- 2017 : De 12 van Oldenheim (nl) : La journaliste
- 2017 : De Vlucht (nl) : Lijkschouwer

## Théâtre
- 1999 : Hendrik de vierde
- 2000 : De Kersentuin
- 2001 : Het huis van Bernarda Alba
- 2001 : Othello
- 2001 : Arturo Ui
- 2001 : Lenny Bruce
- 2002-2006 : Annette Speelt te Den Haag
- 2003 : De Perzen
- 2003 : Kaas
- 2003 : Vleesch
- 2004 : Richard III
- 2004 : t Zal je kind maar wezen
- 2004 : Kippie
- 2005 : Nu
- 2006 : Het Licht
- 2007 : Are you ready, are you ready for Love
- 2007 : Overwinteren
- 2009-2014 : Nachtgasten
- 2014-2015 : Hij Gelooft in Mij (nl)
- 2015-2016 : De Tweeling
- 2017 : Terror[Quoi ?]